# Hirzenhain
Hirzenhain település Németországban, Hessen tartományban. Lakosainak száma 2960 fő (2023. december 31.).

## Népesség
A település népességének változása:
| Lakosok száma | 2882 | 2878 | 2897 | 2950 | 2960 |
|               | 2017 | 2019 | 2021 | 2022 | 2023 |